# Ingelore Lohse
Ingelore Lohse (ur. 11 maja 1945 w Halle) – niemiecka lekkoatletka specjalizująca się w biegach sprinterskich.

## Sukcesy sportowe
- trzykrotna medalistka mistrzostw Niemiec w biegu na 400 metrów – dwukrotnie srebrna (1969, 1971) oraz brązowa (1967)[1]
- dwukrotna brązowa medalistka mistrzostw NRD w sztafecie 4 x 400 metrów – 1969, 1970[2]
- brązowa medalistka halowych mistrzostw NRD w biegu na 400 metrów – 1968[3]

| Rok  | Miasto   | Zawody             | Konkurencja                      | Wynik                     |
| ---- | -------- | ------------------ | -------------------------------- | ------------------------- |
| 1969 | Ateny    | Mistrzostwa Europy | sztafeta 4 x 400 m               | 5. miejsce                |
| 1971 | Helsinki | Mistrzostwa Europy | sztafeta 4 x 400 m bieg na 400 m | złoty medal brązowy medal |

## Rekordy życiowe
- bieg na 400 metrów – 52,5 – Lipsk 26/06/1971
- sztafeta 4 x 400 metrów – 3:29,3 – Helsinki 15/08/1971  (wspólnie z Ritą Kühne, Helgą Seidler i Moniką Zehrt; rekord świata do 05/07/1972 )[4]